# 今物語
『今物語』（いまものがたり）は、鎌倉時代の説話集。全1巻、53話。延応元年（1239年）以降の成立。画家および歌人として高名だった藤原信実（1176年頃 - 1266年以降）が編んだといわれる。
書名は、「当代の語り草を集めた」という意。対象とする時代は、鳥羽院政期 - 鎌倉時代初期まで。歌物語風の説話を中心に、大宮人の色恋沙汰や風流な応酬から、失敗譚・滑稽譚までを簡潔流麗な和文体で記す。